# Улитин, Николай Григорьевич
Николай Григорьевич Улитин (1923, Чертково — 2 января 1944, Софиевский район, Днепропетровская область) — участник Великой Отечественной войны, командир роты 1147-го стрелкового полка (353-я стрелковая дивизия, 46-я армия, 3-й Украинский фронт), старший лейтенант. Герой Советского Союза.

## Биография
Родился в 1923 году на станции Чертково (ныне посёлок Ростовской области) в казачьей семье. Русский.
Окончил 7 классов и школу ФЗУ. Работал слесарем.
В Красной армии с 1941 года. В действующей армии — с июля 1942 года. В 1943 году окончил курсы младших лейтенантов.
Воевал на Южном и 3-м Украинском фронтах в должностях командира миномётного взвода и командира стрелковой роты.
6 ноября 1943 года миномётный взвод младшего лейтенанта Н. Г. Улитина поддерживал оборону своего батальона в районе села Червоный Орлик (ныне Криничанский район Днепропетровской области, Украина). При отражении контратаки танков и пехоты противника Н. Г. Улитин точным миномётным огнём отсёк пехоту от танков и уничтожил 2 станковых пулемёта и до 25 вражеских солдат, рассеял до роты живой силы, обеспечив успех обороны. Приказом командира 353-й стрелковой дивизии награждён орденом Красной Звезды.
Вскоре Н. Г. Улитин был назначен командиром стрелковой роты в том же полку.
1 января 1944 года рота Н. Г. Улитина захватила опорный пункт противника в районе села Назаровка (ныне Софиевский район Днепропетровской области, Украина) и организовала его стойкую оборону. На следующий день воины отразили восемь контратак пехоты противника, поддержанных танками и штурмовыми орудиями. Почти все воины роты во главе с командиром погибли, но не оставили занимаемых позиций.
Указом Президиума Верховного Совета СССР от 19 марта 1944 года за образцовое выполнение боевых заданий командования на фронте борьбы с немецкими захватчиками и проявленные при этом отвагу и геройство старшему лейтенанту Улитину Николаю Григорьевичу присвоено звание Героя Советского Союза посмертно.
Из наградного листа на Н. Г. Улитина:

«На фронте Отечественной войны в боях с немецкими захватчиками показал себя стойким и мужественным офицером, умеющим личным героизмом увлечь бойцов на выполнение боевой задачи.
1-го января 1944 года 1147 сп с боем выбил противника с высоты 133,7 южнее 2,5 клм НАЗАРОВКА Днепропетровской области и занял ее.
2-го января 1944 года противник силою до 300 человек пехоты при поддержке 22 танков и самоходных пушек «фердинанд» предпринял восемь контратак с целью вернуть потерянную высоту.
Высоту защищала 9-я стрелковая рота под командованием лейтенанта УЛИТИНА. При каждой контратаке противника рота под командованием тов. УЛИТИНА всеми видами огня стойко и умело отсекала пехоту противника от танков и отражала контратаки, уничтожив при этом до 200 немецких солдат и офицеров. В трудные минуты боя тов. УЛИТИН появлялся среди бойцов и своим героизмом заражал бодрость и мужество. Семь контратак было отбито. Противник, воспользовавшись туманом, восьмой раз контратаковал высоту, обойдя ее танками, и с фланга ворвался в расположение траншей 9-й стрелковой роты.
Тов. УЛИТИН призвал бойцов – «УМЕРЕТЬ, НО НИ ШАГУ НАЗАД».
Лично из ручного пулемета отсекал пехоту противника от танков, уничтожив при этом до 80 немцев. 27 героев роты мужественно всеми видами оружия, гранатами и в рукопашную схватку дрались в траншеях с немцами. Под колесами танков все защитники высоты погибли. Оставшиеся в живых сержант ТЕЗИКОВ и рядовой ГРЕДИН ежеминутно, несмотря на порывы связи, докладывали о наступающей пехоте и танках противника, вызывая на себя минометный огонь и не прекращая уничтожать немецкую пехоту из автоматов. Высота 133,7 немцам сдана не была.
Все защитники высоты умерли, но ни один из них не сделал шагу назад. Тов. УЛИТИН, героически умирая, просил сообщить матери, что он умирает героем. За проявленную смелость, храбрость, мужество и геройство товарищ УЛИТИН достоин присвоения звания ГЕРОЯ СОВЕТСКОГО СОЮЗА (посмертно).
Командир 353 Днепродзержинской стр. дивизии
генерал-майор Колчук

10 января 1944 г.»— 
Первоначально был похоронен в братской могиле в селе Николаевка Софиевского района Днепропетровской области (Украина). В 1957 года останки воина были перезахоронены в селе Николаевка Днепропетровской области.

## Награды
- Медаль «Золотая Звезда» (СССР)(19.03.1944)[5];
- Орден Ленина (19.03.1944)[5];
- Орден Красной Звезды (15.11.1943)[2].

## Память
- Именем Героя названы улица[6] и школа[7] в посёлке Чертково, улица в селе Николаевка Днепропетровской области.